# Cidade Gaúcha
Cidade Gaúcha – miasto i gmina w Brazylii, w stanie Parana. Znajduje się w mezoregionie Noroeste Paranaense i mikroregionie Cianorte.